# Symphlebia angulifascia
Symphlebia angulifascia är en fjärilsart som beskrevs av Rothschild 1933. Symphlebia angulifascia ingår i släktet Symphlebia och familjen björnspinnare. Inga underarter finns listade i Catalogue of Life.